# Cobitis pontica
Cobitis pontica är en fiskart som beskrevs av Vasil'eva och Vasil'ev 2006. Cobitis pontica ingår i släktet Cobitis och familjen nissögefiskar. IUCN kategoriserar arten globalt som livskraftig. Inga underarter finns listade i Catalogue of Life.